# カーウィローロットスリヤウォン
カーウィローロットスリヤウォンはタイ王国のチエンマイ県にあったチエンマイ王朝の第6代目の君主である。1代目の君主カーウィラ王の息子。彼はワンマンと言われていて、反抗するものを容赦せず処刑したため、「取命王」ともあだ名された。遠く離れたチャクリー王朝の宮人でさえ彼を恐れたという。この恐怖政治によって逆にチエンマイ王国は安定した。

## 関連記事
- タイ君主一覧